# Jean-Christophe Lafaille
Jean-Christophe Lafaille, född 31 mars 1965 i Gap, Frankrike, död på berget Makalu 27 januari 2006, var en fransk bergsbestigare. 2006 försökte Lafaille helt solo bestiga det svåra 8000 meter höga berget Makalu vintertid. En merit som ingen annan hade lyckats med. Omkom under försök att nå toppen.

## Meriter
- 2004 - Shishapangma - solo
- 2003 - Broad Peak
- 2003 - Nanga Parbat
- 2003 - Dhaulagiri - solo, utan extra syrgas
- 2002 - Annapurna
- 2001 - K2
- 2000 - Manaslu - solo
- 1998 - Annapurna
- 1997 - Lhotse
- 1996 - Gasherbrum II i Gasherbrum I - solo
- 1994 - Shishapangma - solo
- 1993 - Cho Oyu

## Fotnoter
1. 1 2 3  Fichier des personnes décédées.[källa från Wikidata]
2. ↑  Internet Movie Database, IMDb-ID: nm1473790co0047972, läst: 14 oktober 2015.[källa från Wikidata]
3. ↑  Babelio, Babelio författar-ID: 113201.[källa från Wikidata]
4. ↑  Internet Movie Database, IMDb-ID: nm1473790co0047972, läst: 24 november 2019.[källa från Wikidata]